# Ван Чунхуэй
Ван Чунхуэ́й (кит. трад. 王寵惠, упр. 王宠惠, пиньинь 	Wáng Chǒnghuì, 1 декабря 1881 — 15 марта 1958) — политический деятель, дипломат, юрист, журналист, переводчик в Китайской республике и затем на Тайване. Судья Постоянной палаты международного правосудия при Лиге Наций.

## Биография

### Ранние годы
Происходил из семьи протестантского пастора. Родился в Гонконге в 1881 году. Получил двуязычное образование — на китайском и английском языках. В детстве посещал колледж Святого Павла и королевский колледж, а также изучал китайскую классику с домашним учителем.
В 1895 году Ван поступил на юридический факультет Бэйянского университета в Тяньцзине. После его окончания в течение года работал преподавателем в Нанъянском колледже в Шанхае, а в 1901 году уехал в Японию изучать правоведение. В Токио участвовал в издании антиманьчжурской газеты «Гоминбао», которая издавалась на английском языке. Цель этого издания заключалась в агитации революции в Китае. Однако в Японии он оставался недолго, и в конце 1902 года отправился в США и Европу для усовершенствования знаний в области юриспруденции.
Сначала он поступил в Калифорнийский университет, но вскоре перевелся в Йельский, где в 1903 году получил степень магистра канонического и гражданского права, а в 1905 году — степень магистра гражданского права. В это время становится одним из соиздателей журнала Ассоциации американских адвокатов. В США Ван встречался с Сунь Ятсеном, который приехал в Нью-Йорк. Ван вступил в организацию Тунмэнхуэй (Объединенный союз) с первых дней его основания. Он составил для Сунь Ятсена проект его первого публичного заявления о цели китайской революции — «Правильное решение китайского вопроса», помогал в разработке плана антицинского восстания и обращение к иностранным государствам, призывая их отказаться от поддержки цинского правительства.
В 1905 году перебирается в Европу, где продолжил адвокатскую практику. В 1907 году Ван Чунхуэй стал членом одного из адвокатских обществ в Лондоне. Вскоре он был назначен помощником министра иностранных дел Китая и направлен в составе китайской делегации на Вторую международную конференцию в Гааге.

### Политическая деятельность
Осенью 1911 года вернулся в Китай и во время Синьхайской революции выполнял роль советника Чэнь Цзимэя, военного губернатора Шанхая. В том же году как делегат от провинции Гуандун принимал участие в работе съезда, состоявшегося в Нанкине, где Сунь Ятсен 29 декабря был избран временным президентом Китайской республики. Вану было поручено отправиться в Шанхай и официально информировать Сунь Ятсена о его избрании. Ван Чунхуэй стал министром юстиции в первом республиканском кабинете Тан Шаои, однако в июне 1912 года Тан ушел в отставку, Ван Чунхуэй также сложил полномочия министра.
После этого переехал в Шанхай, где занял пост главного редактора в «Чжунхуа бук компани» и должность директора Фуданьського университета. На некоторое время Ван Чунхуэй отошел от политических дел.

### Дипломатическая, правовая и судебная деятельность
После смерти президента Юань Шикая вновь возвращается к государственным делам. В 1917 году перебирается в Пекин, где становится председателем Комиссии по кодификации законов. В 1920 году его назначили главным судьей Верховного суда. В 1921 году Ван вошел в состав делегации из 10 человек, направленной для участия в работе Комиссии по пересмотру Устава Лиги наций. В ноябре того же года он был послан как один из главных представителей Китая на Вашингтонскую конференцию, где проявил блестящие дипломатические способности в защите суверенных прав своей страны. Особенно активно во время этой конференции Ван выступал за отмену принципа экстерриториальности, который все еще действовал в Китае. 12 декабря на совещании членов созданного на конференции Дальневосточного комитета Ван Чунхуэй поставил вопрос о ликвидации так называемых сфер влияния (интересов) других государств на китайской территории. Хотя полностью отменить принцип экстерриториальности не удалось, европейские страны, США и Япония вынуждены были согласиться с некоторым восстановлением прав Китая. В то же время благодаря действовал Вана антикитайский англо-японский союз был распущен, а соглашение Лансинг-Исии, направленная на ущемление интересов Китая) аннулирована.
С середины декабря 1921 года занимал пост министра юстиции в кабинете Лян Шина, затем Янь Хуэйцина. В конце июля 1922 года исполнял обязанности премьер-министра Китайской республики.
В 1923 году Ван занял должность помощника судьи в Постоянной палате международного правосудия, куда был избран в 1921 году. По рекомендации министра иностранных дел Лу Чэнсяна представлял Китай на заседании Генеральной Ассамблеи Лиги Наций в сентябре 1923 г. Свои обязанности в Постоянной палате международного правосудия Ван выполнял до 1925 года. Тогда стал членом Комитета Лиги наций по проведению кодификации международных законов.
В 1925 году Ван представлял Китай на Таможенной конференции, проходившей в Пекине. Основные разногласия между представителями Китая и другими государствами возникли относительно отмены «лицзиня», размера повышения тарифных ставок на товары и целей их использования. Благодаря аргументации Вана Китайской республике удалось восстановить свою тарифную автономию.
В 1928 году назначается председателем юридического «юаня» (департамента) и был введен в состав Государственного Совета. В 1928-1931 годах выполнил большой объем работы по совершенствованию уголовного законодательства и созданию временной конституции 1931 года. В 1930 году по поручению китайского правительства Ван Чунхуэй провел с американским консулом Ф. Мейером предварительное обсуждение вопроса об отмене прав экстерриториальности. Одновременно вел переговоры с английскими представителями.
В 1931 году назначается судьей Постоянной палаты международного правосудия, одновременно выполняя дипломатические поручения Чан Кайши. В феврале 1935 года отправился в Японию как личный представитель президента Китайской республики для обсуждения вопросов китайско-японского сотрудничества. По результатам визита Ван доложил Чан Кайши о сохранении антикитайской направленности внешней политики Японии.
В 1936 году сложил полномочия судьи и вернулся к Нанкина. В феврале 1937 года принимал активное участие в работе III пленума Гоминьдана, где речь шла о политике в отношении Японии. В манифесте, составлением которого руководил Ван Чунхуэй, Гоминьдан впервые высказался за сопротивление Японии. Того же года была проведена реорганизация нанкинского правительства и Ван, был сторонником жесткой политики в отношении Японии, был назначен министром иностранных дел.
Переговоры Ван Чунхуэя с японским послом Кавагоэ, что проходили в марте 1937 года, продемонстрировали неизбежность китайско-японской войны. Поэтому Ван начал поиск союзников. Впрочем, попытки заключить пакт с США и Австралией оказались неудачными. Ван Чунхуэй после начала китайско-японской войны усилил деятельность по заключению военных союзов с Великой Британией, Францией, США, но без значительных успехов. США и Великобритания признали объявленную Японией 5 сентября 1937 года морскую блокаду Китая. Италия открыто высказалась за поддержку японских действий. Правительство Германии заявил о своем нейтралитете, запрет экспорта военных материалов в Китай и отзыве военных советников, несмотря на протесты Ван Чунхуэя. Поэтому последний обратился к Советскому Союзу. 21 августа 1937 года Ван подписал с советским послом Д. Богомоловым договор о ненападении. В то же время продолжал попытки заключить союз с США. При этом всячески заискивал капитуляции Китая перед Японией, к чему побуждали его правительства Франции и Великобритании.
В 1941 году он ушел с должности министра иностранных дел (вместо него министром стал Го Тайци) в том же году назначается на должность генерального секретаря Высшего Совета национальной обороны. Ван продолжал следить за международной обстановкой, принимать участие в решении различных вопросов, публично высказывать свое мнение, к которому прислушивались. В 1942 году сопровождал Чан Кайши в поездке в Индию. Был членом китайской делегации на Каирской конференции в ноябре 1943 года, где вместе с Чан Кайши и Франклином Рузвельтом, президентом США, принимал непосредственное участие в решении таких важных проблем, как участие Китая в оккупации Японии, заключения американо-китайского соглашения о взаимной безопасности, о предоставлении США военных баз на китайской территории, об американской помощи Китаю, о создании совместного военно-консультативного органа для сотрудничества между США и Китаем на Дальнем Востоке после окончания Второй мировой войны.
В 1945 году Ван Чунхуэя включили в состав китайской делегации, направленной на конференцию по созданию Организации объединенных наций в Сан-Франциско. После возвращения в Китай работал директором Дальневосточного отделения Комиссии по расследованию жертв Тихоокеанской войны. В эти же годы Ван принимал участие в разработке конституции, которая была провозглашена в 1947 году. Был членом первого Государственного Совета, а в июне 1948 года вновь занял пост председателя юридического юаня. В этом же году Ван стал членом Китайской академии.

### Последние годы
После поражения Гоминьдана в гражданской войне в 1949 году выехал вместе с правительством Чан Кайши на Тайвань. В Тайбэе Ван Чунхуэй был избран членом Центрального Комитета Гоминьдана и Центрального Совещательного Комитета. Несмотря на хроническую болезнь, он продолжал оставаться на посту председателя юридического юаня до самой смерти 15 марта 1958 года.

## Творчество
В 1905 году перевел английский язык гражданский кодекс Германии 1900 года, этот перевод был опубликован в 1908 году. Занимался подготовкой авторизованного английского перевода книги Чана Кайши «Судьбы Китая», вышедшей в США в 1947 году.